# فرودگاه دریاچه گانیساو
فرودگاه دریاچه گانیساو (به انگلیسی: Gunisao Lake Airport) یک فرودگاه خصوصی است که یک باند فرود ماسه و شن دارد و طول باند آن ۱۰۹۷ متر است. این فرودگاه در کشور کانادا قرار دارد و در ارتفاع ۲۷۰ متری از سطح دریا واقع شده است.